# (3925) Tretʹyakov
(3925) Tretʹyakov es un asteroide perteneciente al cinturón de asteroides, descubierto el 19 de septiembre de 1977 por la astrónoma ucraniana Liudmila Zhuravliova desde el Observatorio Astrofísico de Crimea (República de Crimea).

## Designación y nombre
Designado provisionalmente como 1977 SS2. Fue nombrado Tretʹyakov en honor al empresario, mecenas y filántropo ruso Pável Tretiakov.